# Syukuro Manabe
Syukuro "Suki" Manabe  (真鍋 淑郎, Manabe Shukurō, Ehime, 21 de setembro de 1931) é um meteorologista e climatologista nipo-estadunidense, pioneiro no uso de computadores para simular mudanças climáticas globais e variações naturais do clima. Recebeu o Nobel de Física de 2021, juntamente com Klaus Hasselmann e Giorgio Parisi, por contribuições inovadoras para a "modelagem física do clima da Terra, quantificação da variabilidade e previsão confiável do aquecimento global".

## Realizações científicas
Trabalhaou no Geophysical Fluid Dynamics Laboratory da NOAA, primeiro em Washington, DC e depois em Princeton, Nova Jersey, Manabe trabalhou com o diretor Joseph Smagorinsky para desenvolver modelos  tridimensionais da atmosfera. Como primeira etapa, Manabe e Wetherald (1967) desenvolveram um modelo unidimensional de coluna única da atmosfera em equilíbrio convectivo-radiativo com efeito de feedback positivo do vapor de água. Usando o modelo, eles descobriram que, em resposta à mudança na concentração atmosférica de dióxido de carbono, a temperatura aumenta na superfície da Terra e na troposfera, enquanto diminui na estratosfera. O desenvolvimento do modelo radiativo-convectivo foi um passo criticamente importante para o desenvolvimento de um modelo abrangente de circulação geral da atmosfera (Manabe et al. 1965). Eles usaram o modelo para simular pela primeira vez a resposta tridimensional da temperatura e do ciclo hidrológico ao aumento do dióxido de carbono (Manabe e Wetherald, 1975). Em 1969, Manabe e Bryan publicaram as primeiras simulações do clima por modelos oceano-atmosfera acoplados, nos quais o modelo de circulação geral da atmosfera é combinado com o do oceano. Ao longo da década de 1990, no início dos anos 2000, o grupo de pesquisa de Manabe publicou artigos seminais usando os modelos oceânicos de atmosfera acoplados para investigar a resposta do clima às mudanças nas concentrações de gases de efeito estufa na atmosfera (Stouffer et al., 1989; Manabe et al., 1991 e 1992). Eles também aplicaram o modelo ao estudo das mudanças climáticas anteriores, incluindo o papel da entrada de água doce no Oceano Atlântico Norte como uma causa potencial da chamada mudança climática abrupta evidente no registro paleoclimático (Manabe e Stouffer, 1995 e 2000) Consulte o livro 'Beyond Global Warming' (Manabe and Broccoli, 2020) para obter detalhes. Para citações online, consulte Publicações selecionadas na seção "Publicações selecionadas".

## Prêmios e honrarias
Manabe é membro da Academia Nacional de Ciências dos Estados Unidos e membro estrangeiro da Academia Europaea e da Sociedade Real do Canadá.
Recebeu a Medalha Carl-Gustaf Rossby de 1992, o Prêmio Asahi de 1995, o Prêmio Ambiental Volvo de 1997 e o Prêmios Fundação BBVA Fronteiras do Conhecimento de 2016. Recebeu o Prêmio Crafoord de 2018 em geociências juntamente com Susan Solomon "por contribuições fundamentais para a compreensão do papel dos gases traço atmosféricos no sistema climático da Terra".
Recebeu o Nobel de Física de 2021 "pela modelagem física do clima da Terra, quantificando a variabilidade e prevendo com segurança o aquecimento global".

## Publicações selecionadas
- Manabe, Syukuro; Smagorinsky, Joseph; Strickler, Robert F. (1965). «Simulated climatology of a general circulation model with a hydrologic cycle». American Meteorological Society. Monthly Weather Review. 93 (12): 769–798. Bibcode:1965MWRv...93..769M. ISSN 0027-0644. doi:10.1175/1520-0493(1965)093<0769:scoagc>2.3.co;2
- Manabe, Syukuro; Wetherald, Richard T. (1967). «Thermal Equilibrium of the Atmosphere with a Given Distribution of Relative Humidity». American Meteorological Society. Journal of the Atmospheric Sciences. 24 (3): 241–259. Bibcode:1967JAtS...24..241M. ISSN 0022-4928. doi:10.1175/1520-0469(1967)024<0241:teotaw>2.0.co;2
- Manabe, Syukuro; Bryan, Kirk (1969). «Climate Calculations with a Combined Ocean-Atmosphere Model». American Meteorological Society. Journal of the Atmospheric Sciences. 26 (4): 786–789. Bibcode:1969JAtS...26..786M. ISSN 0022-4928. doi:10.1175/1520-0469(1969)026<0786:ccwaco>2.0.co;2
- Manabe, Syukuro; Wetherald, Richard T. (1975). «The Effects of Doubling the CO2Concentration on the climate of a General Circulation Model». American Meteorological Society. Journal of the Atmospheric Sciences. 32 (1): 3–15. Bibcode:1975JAtS...32....3M. ISSN 0022-4928. doi:10.1175/1520-0469(1975)032<0003:teodtc>2.0.co;2
- Stouffer, R. J.; Manabe, S.; Bryan, K. (1989). «Interhemispheric asymmetry in climate response to a gradual increase of atmospheric CO2». Springer. Nature. 342 (6250): 660–662. Bibcode:1989Natur.342..660S. ISSN 0028-0836. doi:10.1038/342660a0
- Manabe, S.; Stouffer, R. J.; Spelman, M. J.; Bryan, K. (1991). «Transient Responses of a Coupled Ocean–Atmosphere Model to Gradual Changes of Atmospheric CO2. Part I. Annual Mean Response». American Meteorological Society. Journal of Climate. 4 (8): 785–818. Bibcode:1991JCli....4..785M. ISSN 0894-8755. doi:10.1175/1520-0442(1991)004<0785:troaco>2.0.co;2
- Manabe, S.; Spelman, M. J.; Stouffer, R. J. (1992). «Transient Responses of a Coupled Ocean-Atmosphere Model to Gradual Changes of Atmospheric CO2. Part II: Seasonal Response». American Meteorological Society. Journal of Climate. 5 (2): 105–126. Bibcode:1992JCli....5..105M. ISSN 0894-8755. doi:10.1175/1520-0442(1992)005<0105:troaco>2.0.co;2
- Manabe, Syukuro; Stouffer, Ronald J. (1995). «Simulation of abrupt climate change induced by freshwater input to the North Atlantic Ocean». Springer. Nature. 378 (6553): 165–167. Bibcode:1995Natur.378..165M. ISSN 0028-0836. doi:10.1038/378165a0
- Manabe, Syukuro; Stouffer, Ronald J (2000). «Study of abrupt climate change by a coupled ocean–atmosphere model» (PDF). Elsevier BV. Quaternary Science Reviews. 19 (1–5): 285–299. Bibcode:2000QSRv...19..285M. ISSN 0277-3791. doi:10.1016/s0277-3791(99)00066-9
- Manabe, Syukuro; Broccoli, Anthony J. (2020). Beyond global warming : how numerical models revealed the secrets of climate change. Princeton: Princeton University Press. ISBN 9780691058863